# Зелінська Надія Віталіївна
Надія Віталіївна Зелінська (нар.10 квітня 1953 року, м. Крижопіль, Вінницької обл.) — український учений у галузі видавничої справи та соціальних комунікацій, доктор філологічних наук (2005), професор (2003). Автор понад 180 наукових та науково-методичних праць із теорії та практики редагування, наукового стилю, історії та сучасного стану видання наукової літератури.

## Біографія
У 1975 р. закінчила з відзнакою Український поліграфічний інститут ім. Івана Федорова (спеціальність «Журналістика», спеціалізація «Редагування науково-технічної інформації та рекламної літератури»), де відтоді й працює — на посадах асистента, старшого викладача, доцента. З жовтня 1997 р. завідує кафедрою видавничої справи і редагування Української академії друкарства. Паралельно з роботою на кафедрі завідувала аспірантурою інституту (1978—1982), була вченим секретарем вченої ради інституту (1990—1997), позаштатним редактором видавництва «Наукова думка» (1978—1987).
Кандидат філологічних наук (дисертація «Літературна форма наукового тексту в аспекті його редагування»; 1988). Доктор філологічних наук (дисертація «Поетика наукового тексту: українська наукова публіцистика ХІХ — початку XX ст.»; 2005).

## Науково-педагогічна діяльність
Учасник більш як у 80 всеукраїнських та міжнародних наукових конференцій, зокрема за кордоном. Ініціатор проведення та організатор ряду конференцій в УАД. Стажувалася в австрійському культурологічному фонді «Janineum» (1996, 1999, 2006), Гарвардському (Програма академічних обмінів ім. Фулбрайта, 1999—2000) та Оксфордському (проект «Розвиток людського ресурсу для видавничої справи в Україні» за програмою «Tempus Tacis», 2000—2002) університетах; брала участь у проекті Британської ради в Україні «Наукова комунікація» (2006—2008). Науковий керівник 13 кандидатських дисертацій за спеціальностями «Журналістика» і «Теорія та історія видавничої справи та редагування», захищених у Київському національному університеті ім. Тараса Шевченка, Львівському національному університеті ім. Івана Франка та Класичному приватному університеті, м. Запоріжжя (В. Савчук, Л. Шеремет, Фарук Мохаммед, І. Капраль, Г. Ключковська, О. Уліцка, Н. Благовірна, Р. Самотий, Л. Дмитрів, І. Школик, О. Ренн, О. Гуманенко, Г. Листвак). Член вченої ради та науково-технічної ради Української академії друкарства, член Науково-методичної комісії з журналістики, член спеціалізованої вченої ради Київського національного університету ім. Тараса Шевченка, член редколегії «Наукових записок Української академії друкарства» та збірника «Поліграфія і видавнича справа», вчений секретар Видавничо-поліграфічної комісії Наукового товариства імені Тараса Шевченка (з 1989 р.).

## Науковий доробок
Авторка праць, присвячених загальної теорії редагування, історії та сучасному стану наукового книговидання, стилістиці й поетиці наукового викладу, редакторській та видавничій діяльності українських учених, діячів культури. Дослідивши масив української наукової літератури періоду її «другого відродження» (XIX — початку XX ст.) здійснила типологічно-жанровий аналіз видань та публікацій, виділила основні чинники та джерела формування репертуару наукової книги. Показала, що завдяки своїй особливій поетиці найкращі наукові праці того часу становлять не лише змістову, а й естетичну цінність. Обґрунтувала новий підхід до інтерпретації та оцінки наукових творів — з позицій поетики. Виявила зв'язок традицій української наукової літератури з моделями ефективного наукового тексту, які пропонує сучасна зарубіжна лінгвістика. Наголошує на необхідності пошуку нових рішень у формуванні видавничої політики, нестандартних підходів до підготовки видавничих програм, врахування запитів і потреб читачів, на принциповому оновленні методичних і поглибленні теоретичних засад редакторської праці.

### Монографії
- Поетика приголомшеного слова: українська наукова література ХІХ — початку ХХ ст. — Львів: Світ, 2003. — 352 с.
- Наукове книговидання в Україні: історія та сучасний стан. — Львів: Світ, 2002. — 268 с.
- Іван Тиктор: талан і талант. — Львів: Укр. акад. друк., 2007. — 212 с. (співавтор).
- «Наука байдужа до біографій своїх творців…»: Вибрані твори. — Львів: Укр. акад. друк., 2013. — 408 с.

### Навчальні посібники
- Теоретичні засади роботи редактора над літературною формою твору (літературне опрацювання тексту): Навч. посібник. — К., 1989. — 76 с.
- Видавнича справа та редагування в Україні: постаті і джерела (ХІХ — перша третина ХХ ст.) / За ред. Н. Зелінської. — Львів: Світ, 2003. — 612 с. (Н. Зелінська, Е. Огар, Л. Івасенко, І. Капраль, І. Мельник, М. Іваник, Р. Дименко, Н. Черниш).
- Наукова комунікація в мас-медіа. — Львів: Львівська акад. друкарства, 2008. — 149 с. (співавтор).

### Упорядник
- Кафедра видавничої справи і редагування. 40 років діяльності. Бібліогр. покажч. — Львів: Укр. акад. друкарства, 2007. — 136 с.
- «Я сіяв те, що Бог послав»…: Сторінки публіцист., наук. та літ. творчості Павла Чубинського. — Львів: Світ, 2009. — 255 с.

### Перекладач
- Наукова комунікація у мас-медіа: Практикум. — Л. : Укр. акад. друкарства, 2009. — 123 с.

### Вибрані статті
- Який він, науковий стиль? // Культура слова. — К.: Наук. думка, 1990. — Вип. 38. — С. 13–17.
- Згортання тексту в процесі редагування // Журналістика: преса, телебачення, радіо. — К.: Либідь, 1991. — С. 151—161 (співавтор).
- Риси полеміки в українській науковій публіцистиці (на матеріалах рецензій у «Записках НТШ») // Журналістика: преса, телебачення, радіо. — К.: Либідь, 1992. — С. 165—174.
- До джерел формування сучасного наукового стилю // Книга і преса в контексті культурно-історичного розвитку українського суспільства. — Львів, 1995. — С. 9–20.
- М. Грушевський і «Літературно-науковий вістник»: перші кроки у Львові // Збірник праць Науково-дослідного центру періодики / Львівська наукова бібліотека ім. В. Стефаника НАН України. — Вип. 2. — Львів, 1995. — С. 286—294 (співавтор).
- Публіцистичність української наукової прози (спроба ретроспективного огляду) // Вісник Київ. ун-ту. — Сер. Журналістика. — Вип. 2. — К., 1995. — С. 230—239.
- Між двома «Вісниками»: Роздуми про українську наукову публіцистику // Генеза-експерт. — Львів, 1996. — Вип. 3. — С. 35–41.
- Наукова книга на книжковому ринку України: що попереду? // Реалії та перспективи книжкового ринку України: Про інформаційний маркетинг. І не лише про нього…– Львів: Аз-Арт, 1997. — С. 44–63.
- Розвиток типологічної схеми української наукової літератури у ХІХ ст. // Поліграфія і видавнича справа. — Львів, 1997. — Вип. 32. — С. 165—171.
- Українські трактати XVII–XVIII ст.: проблеми типологічного, жанрового та стильового синкретизму // Книга і преса в контексті культурно-історичного розвитку українського суспільства. — Вип. 2. — Львів, 1998. — С. 7–16.
- Українська наукова публіцистика: феномен чи фантом? // Збірник праць Науково-дослідного центру періодики. — Вип. 9. — Львів, 2001. — С. 230—248.
- Дзеркало сучасної науки: книговидання в Україні 90-х // Слово і Час. — 2001. — № 9. — С. 75–82.
- Наукова книга і реклама — дві речі сумісні // Поліграфія і видавнича справа. — Львів, 2001. — Вип. 37. — С. 194—203.
- Становлення професійної видавничої діяльності в українській періодиці кінця ХІХ — першої третини ХХ ст.: проблеми, погляди, паралелі // Збірник праць Науково-дослідного центру періодики. — Вип. 10. — Львів, 2002. — С. 288—297.
- Історія видавничої справи в Україні: до перегляду концепції // Поліграфія і видавнича справа. — Львів, 2002. — Вип. 39. — С. 19–26.
- Сучасна наукова періодика очима зарубіжних дослідників: коли традиція визначає перспективи // Збірник праць Науково-дослідного центру Центру періодики. — Львів / Львів. наук. бібліотека ім. В. Стефаника НАН України, 2003. — Вип. 11. — С. 443—452.
- Українська наукова література ХІХ — початку ХХ ст.: поетика тематики // Поліграфія і видавнича справа. — Львів, 2003. — Вип. 40. — С. 148—159.
- Нова модель наукової комунікації і дискурс // Стиль і текст. — К., 2003. — Вип. 4. — С. 19–27.
- Естетична оцінка наукового тексту як складова поетики Олександра Потебні // Вісник Сумського держ. ун-ту. — Сер. Філологічні науки. — 2004. — № 1 (60). — С. 155—161.
- Сучасний науковий дискурс: парадокси розвитку // Вісник Київського Міжнародного університету. — 2004. — Вип. 3. — С. 13–25.
- Наукова рецензія у жанровій палітрі української публіцистики ХІХ — початку ХХ ст.: проблематика, структура, особливості викладу // Збірник праць Науково-дослідного центру Центру періодики. — Львів / Львів. наук. бібліотека ім. В. Стефаника НАН України, 2004. — Вип. 12. — С. 186—201.
- Дискурсивні практики української науки у дзеркалі видавничих реалій // Наукові записки / Українська академія друкарства. — Львів, 2008. — № 1. — С. 3–11.
- «Традиційна» періодика у системі сучасної наукової комунікації: тенденції та перспективи // Наука України у світовому інформаційному просторі. — К.: Академперіодика, 2011. — Вип. 5. — С. 20–27.
- Видавнича справа та редагування: теоретичні пошуки та соціальні ефекти // Психолінгвістика. — 2012. — Вип. 10. — С. 264—270.
- Стаття у фаховому виданні: комунікація, імітація, профанація? // Наука України у світовому інформаційному просторі. — К.: Академперіодика, 2013. — Вип. 8. — С. 54–60.

## Нагороди та відзнаки
- «Відмінник освіти України» (2000).
- «Заслужений працівник Української академії друкарства» (2007).